# Rumia

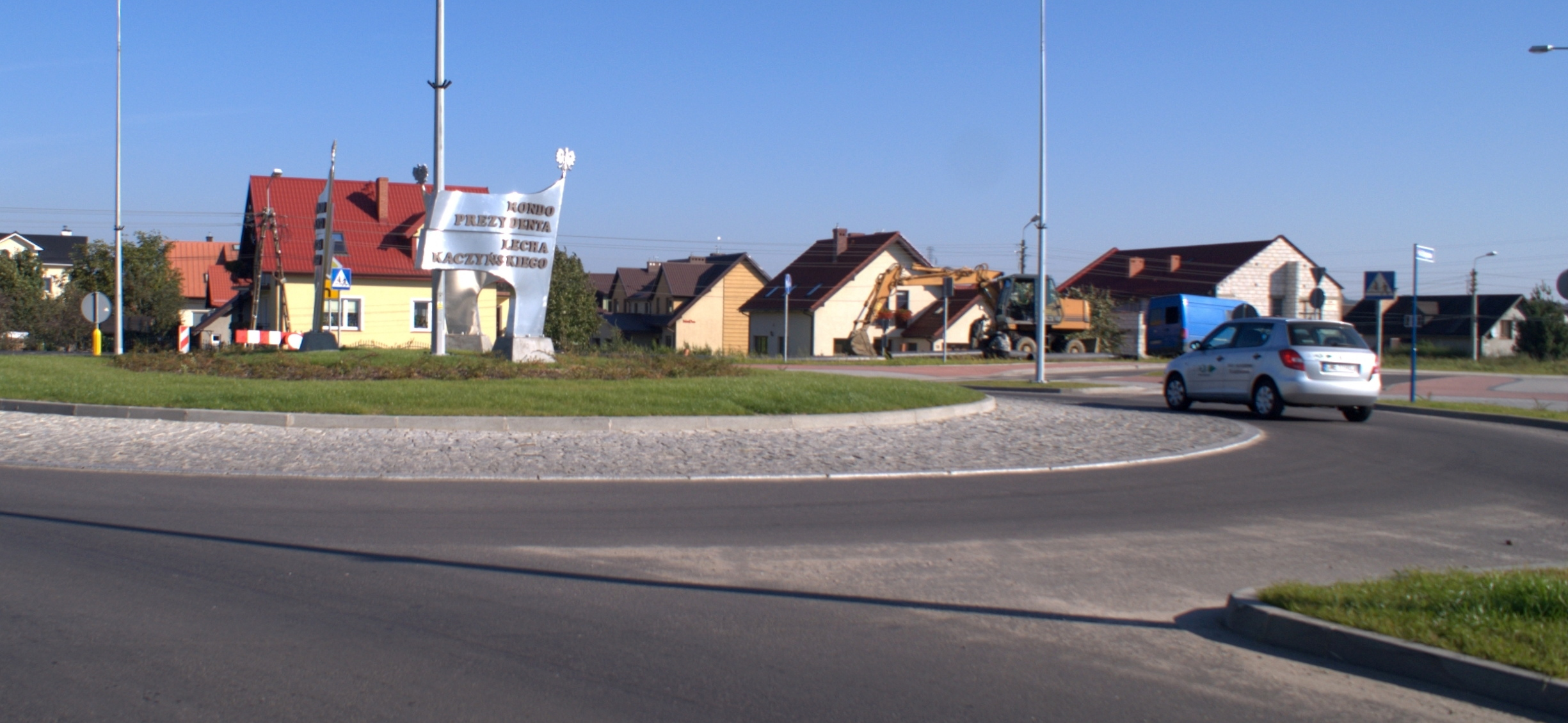
Lech Kaczyński-rondellen i Rumia.

Rumia (kasjubiska: Rëmiô, tyska: Rahmel) är en stad i Pommerns vojvodskap i nordvästra Polen. Staden hade år 2010 46 107 invånare. Staden är en del av den "kasjubiska trestaden", (Reda, Rumia och Wejherowo). Staden har goda kommunikationer till Trójmiasto (Gdańsk, Sopot och Gdynia) genom både järnväg och motorväg. 
Rumia har två vänorter: Hultsfreds kommun i Sverige och Le Creusot i Frankrike.